# Canon de 28 cm SK C/28
Le canon de 28 cm SK C/28 est un canon naval allemand de calibre 28 cm utilisé pendant la Seconde Guerre mondiale.

## Conception
Le canon de 28 cm SK C/28 est conçu pour être monté en tourelles triples sur les cuirassés de la classe Deutschland.